# Sistema Buchholz
El Sistema Buchholz (o també Buchholtz) és un sistema de puntuació o classificació d'escacs creat per Bruno Buchholz (mort el 1958) el 1932, pels torneigs amb el sistema suís (Hooper & Whyld 1992). Originàriament va ser creat per ser una puntuació secundària, però recentment es fa servir com a sistema de desempat. Probablement es va fer servir per primer cop en el torneig Bitterfeld el 1932. Va ser dissenyat per substituir la puntació Neustadtl (Hooper & Whyld 1992).
El mètode dona un punt per cada oponent amb partida guanyada i mig punt per fer taules. Quan es fa servir com a sistema de puntuació alternatiu, cada puntuació Buchholz d'un jugador és calculat sumant la puntuació de cada oponent i multiplicant-ho a la puntuació que hagi obtingut el jugador (Hooper & Whyld 1992). Quan es fa servir com a sistema de desempat entre els jugadors amb la mateixa puntuació, no es multiplica res i només se suma la puntuació dels jugadors oponents per trencar el desempat (Golombek 1977). Així, quan es fa servir com a sistema de desempat, és equivalent al sistema Solkoff.
La major problemàtica d'aquest sistema és que la puntuació de desempat pot ser distorsionat pel conjunt dels oponents que cada jugador hi hagi jugat (especialment en les primeres rondes). Per a solucionar aquest problema, a vegades es fa servir una versió de Buchholz, el Sistema Median-Buchholz, on la millor i la pitjor puntuació dels oponents en són descartats, i es sumen la resta de les puntuacions.